# Die Hölle der Südsee
Die Hölle der Südsee (Originaltitel: Typhoon) ist ein US-amerikanischer Abenteuerfilm des Regisseurs Louis King aus dem Jahr 1940, bei dem komödiantische Elemente im Vordergrund stehen. Die Hauptrollen spielen Dorothy Lamour, Robert Preston und Lynne Overman. Das Drehbuch basiert auf einer Erzählung von Steve Fisher.

## Handlung
Dea lebt seit ihrer Kindheit nach einem Schiffbruch allein auf einer Insel. Ohne menschlichen Kontakt wächst sie dort mit dem Schimpansen Koko als ihrem einzigen Gefährten auf.
Kapitän Joe, der mit schwarzen Perlen handelt, trifft auf einer Südseeinsel auf Johnny Potter, der seit seinem Rauswurf aus der Navy dem Alkohol ergeben ist. Joe will Johnny als Navigator anheuern, doch Johnny will nicht mehr zur See fahren. Bei einer Kneipenschlägerei wird Johnny von dem Eingeborenen Kehi niedergeschlagen und von Joe schanghait. Kehi verfolgt die Männer zu Joes altem rostigen U-Boot, um sich dort einen Ohrring mit einer schwarzen Perle zurückzuholen, die ihm von Mekaike, einem von Joes Seemännern, gestohlen wurde.
Mekaike hat vergessen, den Tank zu füllen, so dass das U-Boot die Fahrt stoppen muss. Sie liegen vor der Insel, auf der Dea und Koko leben. Johnny bricht betrunken am Strand zusammen und wird von Dea gefunden und zu ihrem Baumhaus gebracht. Joe kommt zum Strand und glaubt, sein vermisster Navigator wäre auf See hinausgetrieben worden. Joe und seine Männer bauen ein Boot, um die Insel zu verlassen. Dea bittet Johnny zu bleiben, doch der glaubt, eines frühen Todes durch den Alkohol zu sterben und weigert sich. Johnny kommt in dem Moment an den Strand zurück, als Mekaike eine Meuterei gegen Joe beginnt. Johnny und Joe werden von den Meuterern an Palmen gebunden. Die Meuterer steigen an Bord des U-Bootes, welches prompt sinkt, weil die Männer vergessen haben, die Luken zu schließen.
Johnny und Joe bauen nun ihrerseits ein Boot. Kehi, immer noch auf der Jagd nach seinem Ohrring, kommt auf der Insel an und verursacht ein Feuer. Das Feuer erfasst die Bäume, als sich ein Taifun der Insel nähert. Die Insel wird überflutet, ein Rettungsboot wird angeschwemmt. Joe, Johnny, Dea und Koko besteigen das Boot, um in die Zivilisation zurückzukehren.

## Kritiken
Das Lexikon des internationalen Films beschreibt den Film als „eine ebenso verrückte wie romantische Südsee-Robinsonade, die durch den Kampf gegen habgierige Perlenfischer um schwarze Perlen etwas aufregender wird, insgesamt aber mehr spaßig-oberflächlich als spannend bleibt. Wirklich reizvoll ist allenfalls die virtuose Schilderung des Taifuns am Ende des Films.“
Bosley Crowther von der New York Times befindet, dass bei allem Sturm und einem routinierten Drehbuch der Film nur gelegentlich spannend sei.

## Auszeichnungen
1941 wurden Farciot Edouard, Loren L. Ryder und Gordon Jennings in der Kategorie Beste Spezialeffekte für den Oscar nominiert.

## Hintergrund
Die Uraufführung fand am 17. Mai 1940 statt. In Deutschland kam der Film im Juli 1955 in die Kinos.
Neben der Filmmusik von Friedrich Hollaender sind weitere Musikstücke vertreten, die u. a. von John Leipold und Leo Shuken komponiert wurden.
Der Film ist einer von über 700 Produktionen der Paramount Pictures, die zwischen 1929 und 1949 gedreht wurden und deren Fernsehrechte 1958 an Universal Pictures verkauft wurden.